# Psapharochrus binocularis
Psapharochrus binocularis là một loài bọ cánh cứng trong họ Cerambycidae.